# Беневоленська Софія Вікторівна
Беневоленська-Тимофєєвська Софія Вікторівна (1891-?) — українська та російська дослідниця в галузі патологічної фізіології.

## Біографія
З 1940 року працювала в Інституті клінічної фізіології АН УРСР. Спочатку на посаді молодшого наукового співробітника, з 1941 року старшии науковим співробітником відділу психіатрії. З 1946 року працювала в лабораторії експлантації тканин. У 1953—1956 роках працювала в лабораторії експериментальної цитології Інституту фізіології ім. О. О. Богомольця АН УРСР.
Одружилася з Олександром Тимофєєвським, мала з ним дочку Олену (1919)

## Науковий внесок
У 1924—1929 роках разом з чоловіком дослідила походження клітин крові та їхній зв'язок з іншими клітинами сполучної тканини. Також досліджувала злоякісне переродження тканин під впливом канцерогенних речовин і вірусів.

## Наукові публікації
- Тимофеевский А. Д., Беневоленская С. В. Культура тканей и лейкоцитов человека с туберкулезными бациллами Кальметта (БЦЖ). Журнал микробиологии, патологии и инфекционных болезней, 1927
- Беневоленская С. В., Действие метилхолантрена и 3:4-бензпирена на культуры куриной мезенхимы, Арх. биол. наук, т. 57, в. 2 — 3, 1940, с. 94—105
- Тимофеевский, А. Д., Беневоленская, С. В. (1947). Лимфоцит, моноцит, миэлобласт нормальной и лейкемической крови человека в эксплантате. Архив патологии, 9.
- Тимофеевский, А. Д., Беневоленская, С. В. (1953). О малигнизации соединительной ткани крысы в эксплантатах. Архив патологии, 15(3), 15-22.
- Беневоленская, С. В. (1960). Малигнизация крысиных фибробластов в тканевых культурах. Вопр. онкол, 6(8), 3-9.